# 真貝寿明
真貝 寿明（しんかい ひさあき、1966年 - ）は、東京都出身の日本の理論物理学者、宇宙物理学者。大阪工業大学情報科学部情報システム学科教授。理学博士（早稲田大学）。前田恵一研究室の第1期生。KAGRAサイエンス会議元実行委員長。理化学研究所客員研究員。理論天文学宇宙物理学懇談会会員。日本学術会議第13回HOPEミーティング2022モデレーター・科学と社会委員会科学力増進分科会2016参考人。
専門は、一般相対性理論・宇宙物理学/数理科学、宇宙論・天文学（ブラックホールや重力波など）、数値シミュレーション、天文文化学。主な所属学会は、アメリカ物理学会、イギリス物理学会、日本物理学会、日本天文学会、日本応用数理学会、日本科学史学会。
主な研究活動として、東京大学宇宙線研究所が中心機関となり推進している日本の重力波観測プロジェクト「KAGRA」サイエンス会議実行委員長を2017年から2021年まで務め，アメリカLIGOと欧州Virgoとの共同観測体制確立を研究者代表として取りまとめた（KAGRA: 大型低温重力波望遠鏡）。
2020年に東京大学大学院工学系研究科、理化学研究所を中心とする共同グループが、東京スカイツリーで一般相対性理論を検証し、「18桁精度の可搬型光格子時計の開発」に世界で初めて成功したプロジェクトにも名を連ねている。
また、重力波国際委員会の委員、JAXA関連の宇宙重力波望遠鏡（DECIGO）プロジェクトワーキンググループメンバーでもある。

## 略歴
- 栄光学園高等学校卒業
- 1990年：早稲田大学理工学部物理学科卒業
- 1994年：早稲田大学理工学部助手
- 1995年：早稲田大学大学院理工学研究科物理・応用物理学（宇宙物理学研究）専攻で博士（理学）を取得[16]
- その後、ワシントン大学（米国セントルイス）博士研究員、ペンシルベニア州立大学客員研究員（日本学術振興会海外特別研究員）、理化学研究所基礎科学特別研究員などを歴任
- 2006年：大阪工業大学情報科学部助教授（准教授）
- 2012年：大阪工業大学情報科学部教授

## 主な研究
- 一般相対性理論における数値シミュレーションの安定化手法及びアインシュタイン方程式の定式化[17]
- ガウスボンネ重力理論における数値シミュレーション，定式化とシミュレーション
- 重力波データ抽出方法の開発 - 新たな解析手法および分散型コンピューティングの導入[18]
- 中間質量ブラックホールの合体による重力波放出

一般相対性理論・宇宙論の対外啓蒙活動として、NHK Eテレ「サイエンスZERO」（テーマ：人類の夢の技術 タイムマシンは実現可能か；2017年11月5日放送）に専門家としてのゲスト出演，NHK Eテレ「朝までラーニング　相対性理論」（2023年8月26日放送）で2時間半に及ぶ講義、東京都科学技術館主催の科学ライブショー「ユニバース」2017でゲスト講演（テーマ：重力波観測は物理学から天文学へ）、大阪市立科学館・大阪市中央公会堂主催「99年目のアインシュタイン 〜1922年12月11日アインシュタインは公会堂にやってきた」2021（テーマ：100歳を超えた相対性理論），同「100年目のアインシュタイン」2022 で講演。
社会人向けには、朝日カルチャーセンター主催の「宇宙物理の超入門」シリーズ2021で講師を務め、市民向けには、西宮市生涯教育ラジオ講座2016「宇宙はここまで理解できた ? 宇宙物理学入門」や、奈良シニア大学2020年度一般教養講座（テーマ：惑星探査と太陽系外惑星探査 地球外生命体は見つかるか？）を担当。また、小中学生向けには、科学普及支援団体てんもんぶ主催「けいはんなサイエンスフェスタ2018」（テーマ：ブラックホールと重力波）
や、NPO法人花山星空ネットワーク第28回講演会2022（テーマ：ブラックホールなどから放出される重力波観測に伴う相対性理論研究の新しい展開）で講演している。高校生向けには、慶應義塾高校(2017) 、舞鶴高専(2019)で出張講義を行っている。学術機関向けには、科学技術振興機構(JST)主催のサイエンスアゴラ2016「これからの高校理科教育のありかた」で登壇している。

## 著書

### 単著
- 『徹底攻略 微分積分』（共立出版 2009年） 『徹底攻略 微分積分 改訂版』 （共立出版 2013年）
- 『徹底攻略 常微分方程式』（共立出版 2010年）
- 『図解雑学 タイムマシンと時空の科学』（ナツメ社 2011年）
- 『徹底攻略 確率統計』（共立出版 2012年）
- 『ブラックホール・膨張宇宙・重力波 一般相対性理論の100年と展開』（光文社新書 2015年）
- 『日常の「なぜ」に答える物理学』（森北出版 2015年）
- 『現代物理学が描く宇宙論』（共立出版 2018年）
- 『宇宙検閲官仮説　裸の特異点は隠されるか』（講談社ブルーバックス 2023年）

### 共編
- 『相対論と宇宙の事典』（朝倉書店 2020年）
- 『天文文化学序説』（思文閣出版 2021年）
- 『天文文化学の視点』（勉誠社 2024年）

### 共著
- 『すべての人の天文学』（日本評論社 2022年）
- 『一歩進んだ物理の理解 1 力学・熱・波』（朝倉書店 2023年）
- 『一歩進んだ物理の理解 2 電磁気学・発展問題』（朝倉書店 2023年）
- 『一歩進んだ物理の理解 3 原子・相対性理論』（朝倉書店 2023年）

### 訳書
- 『宇宙のつくり方』（丸善出版 2017年） ベン・ギリランド著 How to Build a Universe: From the Big Bang to the Edge of Space, 鳥居隆と共訳[30]
- 『演習 相対性理論・重力理論』（森北出版，2019年）A. Lightman他著 Problem Book in Relativity and Gravitation，鳥居隆と共訳
- 『ロヴェッリ一般相対性理論』（森北出版，2023年）C. Rovelli著 General Relativity